# توم جورمان
توم جورمان (بالإنجليزية: Tom Gorman)‏ هو لاعب كرة قاعدة أمريكي، ولد في 16 ديسمبر 1957 في بورتلاند في الولايات المتحدة.

## وصلات خارجية
- توم جورمان على موقع دوري كرة القاعدة الرئيسي (الإنجليزية)
- توم جورمان على موقعبيزبول رفرنس.كوم (الدوري الرئيسي) (الإنجليزية)
- توم جورمان على موقعبيزبول رفرنس.كوم (الدوري الثانوي) (الإنجليزية)
- توم جورمان على موقع إي إس بي إن.كوم (أم.أل.بي) (الإنجليزية)
- توم جورمان على موقع مشجعي الرسوم البيانية (الإنجليزية)